# Rotefrihetsavgift
Rotefrihetsafgift var i Sverige under perioden 1789-1834 namnet på den årliga bevillning, som erlades för hemman, vilka ej tillhörde något knekte- eller båtsmanshåll och således ej direkt deltog i kostnaderna för soldat eller båtsman.